# Flabellophora aurantiaca
Flabellophora aurantiaca är en svampart som beskrevs av Corner 1987. Flabellophora aurantiaca ingår i släktet Flabellophora och familjen Polyporaceae.   Inga underarter finns listade i Catalogue of Life.